# Connor Mahoney
Connor Anthony Mahoney (Blackburn, 12 febbraio 1997) è un calciatore inglese, centrocampista o ala del Barrow.

## Caratteristiche tecniche
Ala destra, molto abile tecnicamente e in possesso di un ottimo controllo di palla, è veloce e bravo nei passaggi.

## Carriera
Cresciuto nel Burnley, a undici anni si trasferisce all'Accrington Stanley, con cui esordisce in prima squadra il 28 agosto 2013, a soli sedici anni, nella partita di Coppa di Lega persa per 0-2 contro il Cardiff City. Il 13 dicembre viene acquistato dal Blackburn, squadra della sua città natale, che lo inserisce nel proprio settore giovanile. Dopo quattro stagioni trascorse con i Rovers, il 4 luglio 2017, in seguito alla retrocessione della squadra in League One, viene firmato dal Bournemouth, con cui si lega fino al 2021. Mai impiegato in Premier League, il 29 gennaio 2018 si trasferisce in prestito al Barnsley fino al termine della stagione. Il 7 agosto seguente passa, sempre a titolo temporaneo, al Birmingham City; il 27 ottobre segna la prima rete in carriera, in occasione della vittoria per 3-1 contro lo Sheffield Wednesday.

## Statistiche

### Presenze e reti nei club
Statistiche aggiornate al 26 dicembre 2023.
| Stagione                 | Squadra                  | Campionato               | Campionato | Campionato | Coppe nazionali | Coppe nazionali | Coppe nazionali | Coppe continentali | Coppe continentali | Coppe continentali | Altre coppe | Altre coppe | Altre coppe | Totale | Totale | Totale |
| Stagione                 | Squadra                  | Comp                     | Pres       | Reti       | Comp            | Pres            | Reti            | Comp               | Pres               | Reti               | Comp        | Pres        | Reti        | Pres   | Reti   |        |
| ------------------------ | ------------------------ | ------------------------ | ---------- | ---------- | --------------- | --------------- | --------------- | ------------------ | ------------------ | ------------------ | ----------- | ----------- | ----------- | ------ | ------ | ------ |
| ago.-dic. 2013           | Accrington Stanley       | FL1                      | 4          | 0          | FACup+CdL       | 0+1             | 0               | -                  | -                  | -                  | EFLT        | 1           | 0           | 6      | 0      |        |
| dic. 2013-2014           | Blackburn                | FLC                      | 0          | 0          | FACup+CdL       | 1+0             | 0               | -                  | -                  | -                  | -           | -           | -           | 1      | 0      |        |
| 2014-2015                | Blackburn                | FLC                      | 0          | 0          | FACup+CdL       | 0+0             | 0               | -                  | -                  | -                  | -           | -           | -           | 0      | 0      |        |
| 2015-2016                | Blackburn                | FLC                      | 2          | 0          | FACup+CdL       | 0+0             | 0               | -                  | -                  | -                  | -           | -           | -           | 2      | 0      |        |
| 2016-2017                | Blackburn                | FLC                      | 14         | 0          | FACup+CdL       | 2+2             | 0               | -                  | -                  | -                  | -           | -           | -           | 18     | 0      |        |
| Totale Blackburn         | Totale Blackburn         | Totale Blackburn         | 16         | 0          |                 | 5               | 0               |                    | -                  | -                  |             | -           | -           | 21     | 0      |        |
| 2017-gen. 2018           | Bournemouth              | PL                       | 0          | 0          | FACup+CdL       | 2+0             | 0               | -                  | -                  | -                  | -           | -           | -           | 2      | 0      |        |
| gen.-giu. 2018           | Barnsley                 | FLC                      | 8          | 0          | FACup+CdL       | -               | -               | -                  | -                  | -                  | -           | -           | -           | 8      | 0      |        |
| 2018-2019                | Birmingham City          | FLC                      | 30         | 2          | FACup+CdL       | 1+1             | 0               | -                  | -                  | -                  | -           | -           | -           | 32     | 2      |        |
| 2019-2020                | Millwall                 | FLC                      | 38         | 2          | FACup+CdL       | 2+0             | 1+0             |                    |                    |                    |             |             |             | 40     | 3      |        |
| 2020-2021                | Millwall                 | FLC                      | 14         | 1          | FACup+CdL       | 0+3             | 0+1             |                    |                    |                    |             |             |             | 17     | 2      |        |
| 2021-2022                | Millwall                 | FLC                      | 8          | 0          | FACup+CdL       | 0+3             | 0+0             |                    |                    |                    |             |             |             | 11     | 0      |        |
| Totale Millwall          | Totale Millwall          | Totale Millwall          | 60         | 3          |                 | 8               | 2               |                    | 0                  | 0                  |             | 0           | 0           | 68     | 5      |        |
| 2022-2023                | Huddersfield Town        | FLC                      | 9          | 0          | FACup+CdL       | 0+1             | 0+0             |                    |                    |                    |             |             |             | 10     | 0      |        |
| ago. '23                 | Huddersfield Town        | FLC                      | 0          | 0          | FACup+CdL       | 0+1             | 0+0             |                    |                    |                    |             |             |             | 1      | 0      |        |
| Totale Huddersfield Town | Totale Huddersfield Town | Totale Huddersfield Town | 9          | 0          |                 | 2               | 0               |                    | 0                  | 0                  |             | 0           | 0           | 11     | 0      |        |
| ago. '23-2024            | Gillingham               | FL2                      | 19         | 4          | FACup+CdL+EFLT  | 1+0+1           | 0+0+0           |                    |                    |                    |             |             |             | 21     | 4      |        |
| Totale carriera          | Totale carriera          | Totale carriera          | 146        | 9          |                 | 22              | 2               |                    | 0                  | 0                  |             | 1           | 0           | 169    | 11     |        |